# Ének Ullikummiról
Az Ének Ullikummiról az i. e. 15. század körül keletkezett hettita mitológiai eposz, a hurri gyökerű Kumarbi-mítoszok közül. Tulajdonképpen az Égi királyság folytatása. Az egyik legterjedelmesebb és legépebben fennmaradt hettita költemény, a szövegeket a hettita szövegek katalógusa (CTH) a 345. számon tartalmazza. Három táblára – fejezetre – tagolódik, így kezdődik: „Kumarbit énekelem, az istenek atyját", főhőse eleinte Kumarbi, aki a Viharisten ellensége. A legendáriumban a trónjától is megfosztják. A második és harmadik táblán már fia, Ullikummi a főszereplő. A három tábla cselekménye:
Első tábla:
Kumarbi a palotájában gondolkodott, hogyan győzhetné le a rivális Viharistent. Ötlete támadt, azonnal felállt székéből, és egy gyors járású sarut húzott. Urkis város felé indulva talált egy alvó sziklalányt, akit álmában tízszeresen megtermékenyített. Ezzel fogant Ullikummi. A Vaszitta terhessége című töredék hasonló szituációt ír le, azonban ott nem ismert a gyermek neve, itt pedig a szikláé.
A gyermek megszületése után Kumarbi nem tudja, milyen nevet adjon neki. A sorsistenek adnak nevet, Ullikummi lesz. Magyarul körülbelül annyit tesz: „Kummi elpusztítója”, azaz Kummijasz ellensége, a sorsistenek tehát jósló nevet választottak. Kumarbi ezt mondta: Úgy tépje darabokra a Viharistent, mint egy halandót, törje össze Taszmiszuszt. Ezután felteszi a kérdést, hogy ki neveli majd fel a gyermeket.
A kérdést az Irszirra-istenek hallották meg, akik elvették a gyermeket Kumarbitól. Elsőre Enlil térdén akarták elhelyezni, de Enlil Kumarbi gyermekét látva megjósolja, hogy a „hitvány Kumarbi” diorit gyermeke hatalmas háborút hoz majd az istenek világába. Enlil tehát rájön, hogy a kőzettestű gyermek rendeltetése a Viharisten elleni harc, de nem avatkozik bele a dolgok menetébe. Ekkor az Irszirrák elrejtették az eget és földet tartó óriás, Upelluri vállán, hogy a Viharisten ne vegye észre. 15 nap alatt az Upelluri vállán rejtőző Ullikumminak már csak a térdéig ért a tenger, feje már az egekig nőtt. Ekkor észrevette a Napisten (ebben a mítoszban Isztanu néven), és szólt a Viharistennek (itt Tarhuntasz).
Második tábla:
Taszmiszusz, az istenek hírvivője találta meg Ullikummit. A Viharisten és nővérei – Sausga és Taszmiszusz – elmentek a Hazzi-hegyhez (Mons Casius, a Földközi-tenger partján, Ugarithoz közel) felderíteni a szörnyeteget, Ullikummit. A Viharisten megijedt. Hosszasan ecseteli a szövegben, hogy efféle szörnyek ellen senki sem mer kiállni. Sausga bájai (az eposz e motívumával rokonítható a Hedammu-mítosz csábítási jelenete, mivel Sausga Istár helyi változata) pedig hatástalanok maradtak, lévén Ullikummi felnövekedése előtt süket és vak. Az istenek sírva távoztak, és ezután viharral, villámmal akarták legyőzni Ullikummit.
Harmadik tábla:
Az istenek harcra keltek Ullikummi ellen, de nem bírtak vele, pedig hetven isten támadt rá harci szekerekkel. A szörnyeteg már Kummijaszt, az istenek városát fenyegette és a Viharisten feleségének (itt Hebat) rontást hozó pillantásai sem ártottak neki. A Viharisten – a végső bukást megelőzendő – a varázslat és a tudás istene, Éa segítségét kéri. Éa Upellurinál érdeklődik Ullikummi felől, a világóriás azonban az egész harcból csupán annyit érzékel, hogy kissé elzsibbadt a jobb válla, panaszkodik Éának, hogy nem tudja, melyik isten okozza a fájdalmat. Éa felismerte a szörnyeteget, az ősi istenekhez fordul és elkéri tőlük azt a rézkést, amivel ők hajdanán elválasztották egymástól az eget és a földet. Elvágja talajától Ullikummit (vagy fiának, a Viharistennek adja át, aki elvágja a lábizmokat), az ezzel elveszítette erejét, és a támadásba lendülő istenek végül teljes diadalt arattak.
Az eposz a második és harmadik generációs istenek küzdelmét mondja el, csakúgy, mint a görög mitológiában Kronosz és Zeusz harca. Itt Kumarbi azonosítható Kronosszal, és a Viharisten (hettita Tarhuntasz, hurri Tesub) pedig Zeusszal. Ullikummi a titánokhoz és a gigászokhoz hasonló.

## Ajánlott források
- Hoffner, H. A. Jr., 1990. Hittite Myths (Atlanta): the "Song of Hedammu" pp 48–57.
- Guterbock, Hans Gustav 1951. "The Song of Ullikummi: Revised Text of the Hittite Version of a Hurrian Myth" Journal of Cuneiform Studies 5.4 (1951), pp 135–161; 6.1 (1952), pp 8–42, and in succeeding issues. online elérés
- Giorgieri M., Die hurritische Fassung des Ullikummi-Lieds und ihre hethitische Parallele, in: Wilhelm G. (ed.), Akten des IV. Internationalen Kongresses für Hethitologie, Würzburg, 4.-8. Oktober 1999, (StBoT 45) Wiesbaden. 134-155.pp
- Varga Domokos: Ős Napkelet: Az írott történelem kezdetei. harmadik. (hely nélkül): Móra Ferenc könyvkiadó. 1979.  = Képes Történelem,  ISBN 9631116697
- The Electronic Chicago Hittite Dictionary Archiválva 2013. január 21-i dátummal a Wayback Machine-ben
- Hethitologie Portal Mainz
- Hittite Myths